# Raes Gerits Raessens
Raes Gerits Raessens (Leende, 16 september 1629 - vóór 1683) was een burgemeester van de Nederlandse stad Eindhoven. Raessens werd geboren als zoon van Gerit Raessens en Anthoniske Daems. Raes (Erasmus) was een broer van de Eindhovense burgemeesters Martinus Raessens en Aert Raessens.
Raes was poorter van Eindhoven 20 juli 1663 , burgemeester van Eindhoven in 1675 en 1676 en koopman in lijnwaad.
Hij trouwde op 23 november 1656 in Leende met Petronella Waegemans, dochter van Cornelis Waegemans en Windel Sillen.